# Dominique Cayrol
Pour les articles homonymes, voir Cayrol.
Dominique Cayrol est un résistant français né le 14 mars 1890 à Alénya (Pyrénées-Orientales) et mort le 8 novembre 1946 à Perpignan (Pyrénées-Orientales). Il était connu dans la clandestinité sous le nom de Prioux.
Après le départ de Louis Torcatis, poursuivi par la police allemande, il devint, le 20 juin 1943, le nouveau chef départemental de l'Armée secrète des Pyrénées-Orientales. Il contribua à ce titre à organiser le maquis situé entre le col de Jau et Rabouillet. En janvier 1944, il est désigné par Torcatis comme nouveau chef départemental des Corps francs de la Libération.
Le 31 juillet 1944, il devient chef de l'état-major des FFI des Pyrénées-Orientales.
Après la libération du département le 19 août 1944, il est nommé lieutenant-colonel responsable de la subdivision militaire de Perpignan. Il exerça cette dernière fonction jusqu'à sa mort en 1946.